# Juanma Marrero
Juan Manuel Marrero Monzón (Las Palmas de Gran Canaria, 18 de octubre de 1982) es un exfutbolista y entrenador español, conocido por Juanma. Jugaba de defensa central o lateral izquierdo.

## Trayectoria
En 2012 dejó el C. D. Numancia tras cuatro temporadas en el equipo soriano. Tras lo cual pasó al Club de Fútbol Fuenlabrada que militaba en la Segunda División B de España. En febrero de 2023 rescindió el contrato con los fuenlabreños tras siete temporadas donde consiguió el ascenso a segunda y llegó a ser capitán.
En julio de 2025 pasó a formar parte del cuerpo técnico del filal de la U. D. Las Palmas en Segunda Federación, convirtiéndose en ayudante de Raúl Martín.

## Clubes
| Club                       | País   | Año       |
| -------------------------- | ------ | --------- |
| U. D. Vecindario           | España | 2002-2003 |
| U. D. Las Palmas           | España | 2003-2008 |
| Rayo Vallecano             | España | 2008-2009 |
| S. D. Huesca               | España | 2009-2010 |
| Real Oviedo                | España | 2010-2012 |
| C. D. Numancia             | España | 2012-2016 |
| Club de Fútbol Fuenlabrada | España | 2016-2023 |